# Ángeles Heras Caballero
Ángeles María Heras Caballero (Peñarroya-Pueblonuevo, 1955), es una química, catedrática universitaria, empresaria, investigadora y política española. Desde el 19 de junio de 2018 hasta el 15 de enero de 2020 sirvió como secretaria de Estado de Universidades, Investigación, Desarrollo e Innovación.

## Biografía
Doctorada en Ciencias Químicas por la Universidad de Córdoba, es catedrática de Química Física en la Facultad de Farmacia de la Universidad Complutense de Madrid. Especialista en farmacia y bioquímica. Es autora de más de sesenta artículos científicos publicados en revistas especializadas, cotitular de varias patentes y fundadora de la empresa InFiQus, una spin-off de la Complutense madrileña que «desarrolla ingredientes funcionales con aplicaciones en alimentación, farmacia y cosmética, a partir de subproductos».
En el ámbito público fue subdirectora general de Formación del Profesorado en el Ministerio de Educación y Ciencia en el periodo en que fueron titulares del mismo Gustavo Suárez Pertierra y Jerónimo Saavedra (1993-1996) y directora general de Consumo en los ministerios de Elena Salgado y Bernat Soria (2004-2008). Entre 2018 y 2020 fue la titular de la Secretaría de Estado de Universidades, Investigación, Desarrollo e Innovación del Ministerio de Ciencia en el primer Gobierno de Pedro Sánchez con Pedro Duque como ministro.